# Tour de Normandie 2008
Il Tour de Normandie 2008, ventottesima edizione della corsa, valido come prova del circuito UCI Europe Tour 2008 categoria 2.2, si svolse in 7 tappe, precedute da un prologo, dal 24 al 30 marzo 2008 su un percorso totale di 1 122,8 km, con partenza da Mondeville e arrivo a Caen. Fu vinto dal francese Antoine Dalibard della squadra Bretagne-Armor Lux, che terminò la corsa in 28 ore 2 minuti 55 secondi alla media di 40,03 km/h.
Al traguardo di Caen 58 ciclisti conclusero la corsa.

## Tappe
| Tappa  | Data     | Percorso                            | km     | Vincitore di tappa | Leader cl. generale  |
| ------ | -------- | ----------------------------------- | ------ | ------------------ | -------------------- |
| prol.  | 24 marzo | Mondeville (Cron. individuale)      | 5,8    | Maxime Bouet       | Maxime Bouet         |
| 1ª     | 25 marzo | Mondeville > Forges-les-Eaux        | 198    | Anthony Ravard     | Maxime Bouet         |
| 2ª     | 26 marzo | Forges-les-Eaux > Grand-Couronne    | 90     | Anthony Ravard     | Bram Schmitz         |
| 3ª     | 26 marzo | Grand-Couronne > Elbeuf             | 75     | Anthony Ravard     | Alexander Kristoff   |
| 4ª     | 27 marzo | Elbeuf > Flers                      | 201    | Denis Galimzjanov  | Anthony Ravard       |
| 5ª     | 28 marzo | Domfront > Beaumont-Hague           | 197    | Steven Caethoven   | Lars Petter Nordhaug |
| 6ª     | 29 marzo | Beaumont-Hague > Bagnoles-de-l'Orne | 210    | Daniil Komkow      | Antoine Dalibard     |
| 7ª     | 30 marzo | Bagnoles-de-l'Orne > Caen           | 146    | Jos van Emden      | Antoine Dalibard     |
| Totale | Totale   | Totale                              | 1122,8 |                    |                      |

## Squadre partecipanti
| N. | Cod. | Squadra                         |
| -- | ---- | ------------------------------- |
|    | AGR  | Agritubel                       |
|    | ARH  | Atlas Romer's Hausbäckerei      |
|    | AUB  | Auber 93                        |
|    | BAL  | Bretagne-Armor Lux              |
|    | DLV  | Davitamon-Lotto-Jong Vlaanderen |
|    | KAT  | Team Katusha                    |
|    | TRS  | Kuota-Senges                    |
|    | RB3  | Rabobank Continental Team       |
|    | GLS  | Team GLS-Pakke Shop             |
|    | TMB  | Joker-Bianchi                   |

| N. | Cod. | Squadra                 |
| -- | ---- | ----------------------- |
|    | VVE  | Van Vliet-EBH Elshof    |
|    | JOS  | Josan-Mercedes Benz     |
|    | RBR  | Rietumu Bank-Riga       |
|    | CCC  | CCC Polsat Polkowice    |
|    | TRP  | Team RACE Pro           |
|    | LEG  | Legia                   |
|    |      | Beveren 2000-Quick Step |
|    |      | USSA Pavilly Barentin   |
|    |      | CC Nogent sur Oise      |
|    |      | Team Normandie          |

## Dettagli delle tappe

### Prologo
- 24 marzo: Mondeville – Cronometro individuale – 5,8 km

Risultati
| Pos. | Corridore     | Squadra        | Tempo |
| ---- | ------------- | -------------- | ----- |
| 1    | Maxime Bouet  | Agritubel      | 7'21" |
| 2    | Jos van Emden | Rabobank Cont. | a 6"  |
| 3    | David Lelay   | Bretagne       | a 7"  |

| Pos. | Corridore     | Squadra        | Tempo |
| ---- | ------------- | -------------- | ----- |
| 1    | Maxime Bouet  | Agritubel      | 7'21" |
| 2    | Jos van Emden | Rabobank Cont. | a 6"  |
| 3    | David Lelay   | Bretagne       | a 7"  |

### 1ª tappa
- 25 marzo: Mondeville > Forges-les-Eaux – 198 km

Risultati
| Pos. | Corridore          | Squadra       | Tempo    |
| ---- | ------------------ | ------------- | -------- |
| 1    | Anthony Ravard     | Agritubel     | 4h50'23" |
| 2    | Bram Schmitz       | Van Vliet-EBH | s.t.     |
| 3    | Alexander Kristoff | Joker-Bianchi | s.t.     |

| Pos. | Corridore     | Squadra        | Tempo    |
| ---- | ------------- | -------------- | -------- |
| 1    | Maxime Bouet  | Agritubel      | 4h57'44" |
| 2    | Bram Schmitz  | Van Vliet-EBH  | a 2"     |
| 3    | Jos van Emden | Rabobank Cont. | a 6"     |

### 2ª tappa
- 26 marzo: Forges-les-Eaux > Grand-Couronne – 90 km

Risultati
| Pos. | Corridore          | Squadra       | Tempo    |
| ---- | ------------------ | ------------- | -------- |
| 1    | Anthony Ravard     | Agritubel     | 2h14'00" |
| 2    | Alexander Kristoff | Joker-Bianchi | s.t.     |
| 3    | Bram Schmitz       | Van Vliet-EBH | s.t.     |

| Pos. | Corridore          | Squadra       | Tempo    |
| ---- | ------------------ | ------------- | -------- |
| 1    | Bram Schmitz       | Van Vliet-EBH | 7h12'07" |
| 2    | Maxime Bouet       | Agritubel     | s.t.     |
| 3    | Alexander Kristoff | Joker-Bianchi | a 4"     |

### 3ª tappa
- 26 marzo: Grand-Couronne > Elbeuf – 75 km

Risultati
| Pos. | Corridore           | Squadra       | Tempo    |
| ---- | ------------------- | ------------- | -------- |
| 1    | Anthony Ravard      | Agritubel     | 1h49'48" |
| 2    | Alexander Kristoff  | Joker-Bianchi | s.t.     |
| 3    | Stéphane Bonsergent | Bretagne      | s.t.     |

| Pos. | Corridore          | Squadra       | Tempo    |
| ---- | ------------------ | ------------- | -------- |
| 1    | Alexander Kristoff | Joker-Bianchi | 8h52'25" |
| 2    | Bram Schmitz       | Van Vliet-EBH | s.t.     |
| 3    | Maxime Bouet       | Agritubel     | s.t.     |

### 4ª tappa
- 27 marzo: Elbeuf > Flers – 201 km

Risultati
| Pos. | Corridore             | Squadra      | Tempo    |
| ---- | --------------------- | ------------ | -------- |
| 1    | Denis Galimzjanov     | Team Katusha | 5h18'44" |
| 2    | Guillaume Blot        | Ussa Pavilly | s.t.     |
| 3    | Christopher Stevenson | Amore & Vita | s.t.     |

| Pos. | Corridore            | Squadra       | Tempo     |
| ---- | -------------------- | ------------- | --------- |
| 1    | Anthony Ravard       | Agritubel     | 14h11'14" |
| 2    | Lars Petter Nordhaug | Joker-Bianchi | a 7"      |
| 3    | Antoine Dalibard     | Bretagne      | a 9"      |

### 5ª tappa
- 28 marzo: Domfront > Beaumont-Hague – 197 km

Risultati
| Pos. | Corridore         | Squadra       | Tempo    |
| ---- | ----------------- | ------------- | -------- |
| 1    | Steven Caethoven  | Agritubel     | 4h36'00" |
| 2    | Johnny Hoogerland | Van Vliet-EBH | s.t.     |
| 3    | Daniil Komkov     | Team Katusha  | s.t.     |

| Pos. | Corridore            | Squadra       | Tempo     |
| ---- | -------------------- | ------------- | --------- |
| 1    | Lars Petter Nordhaug | Joker-Bianchi | 18h48'34" |
| 2    | Antoine Dalibard     | Bretagne      | a 2"      |
| 3    | Maurice Vrijmoed     | Van Vliet-EBH | a 9"      |

### 6ª tappa
- 29 marzo: Beaumont-Hague > Bagnoles-de-l'Orne – 210 km

Risultati
| Pos. | Corridore       | Squadra      | Tempo    |
| ---- | --------------- | ------------ | -------- |
| 1    | Daniil Komkow   | Team Katusha | 5h42'22" |
| 2    | Franck Charrier | CC Nogent    | a 14"    |
| 3    | Mikhail Antonov | Team Katusha | a 24"    |

| Pos. | Corridore             | Squadra       | Tempo     |
| ---- | --------------------- | ------------- | --------- |
| 1    | Antoine Dalibard      | Bretagne      | 24h32'20" |
| 2    | Thomas Berkhout       | Rabobank Con. | a 14"     |
| 3    | Christopher Stevenson | Amore & Vita  | a 23"     |

### 7ª tappa
- 30 marzo: Bagnoles-de-l'Orne > Caen – 146 km

Risultati
| Pos. | Corridore          | Squadra       | Tempo    |
| ---- | ------------------ | ------------- | -------- |
| 1    | Jos van Emden      | Rabobank Con. | 3h30'35" |
| 2    | Alexander Kristoff | Joker-Bianchi | s.t.     |
| 3    | Steven Caethoven   | Agritubel     | s.t.     |

| Pos. | Corridore            | Squadra        | Tempo     |
| ---- | -------------------- | -------------- | --------- |
| 1    | Antoine Dalibard     | Van Vliet-EBH  | 28h02'55" |
| 2    | Thomas Berkhout      | Rabobank Cont. | a 14"     |
| 3    | Christofer Stevenson | Amore & Vita   | a 23"     |

## Classifiche finali

### Classifica generale
| Pos. | Corridore            | Squadra        | Tempo     |
| ---- | -------------------- | -------------- | --------- |
| 1    | Antoine Dalibard     | Van Vliet-EBH  | 28h02'55" |
| 2    | Thomas Berkhout      | Rabobank Cont. | a 14"     |
| 3    | Christofer Stevenson | Amore & Vita   | a 23"     |
| 4    | Daniil Komkow        | Team Katusha   | a 1'17"   |
| 5    | Johnny Hoogerland    | Van Vliet-EBH  | a 2'22"   |
| 6    | Franck Charrier      | CC Nogent      | a 2'38"   |
| 7    | Cédric Coutouly      | Agritubel      | a 2'52"   |
| 8    | Jos van Emden        | Rabobank Cont. | a 3'00"   |
| 9    | Bram Schmitz         | Van Vliet-EBH  | a 3'10"   |
| 10   | Aleksejs Saramotins  | Rietumu        | a 3'13"   |

### Classifica a punti
| Pos. | Corridore          | Squadra        | Punti |
| ---- | ------------------ | -------------- | ----- |
| 1    | Anthony Ravard     | Agritubel      | 113   |
| 2    | Alexander Kristoff | Joker-Bianchi  | 84    |
| 3    | Bram Schmitz       | Van Vliet-EBH  | 71    |
| 4    | Steven Caethoven   | Agritubel      | 67    |
| 5    | Jos van Emden      | Rabobank Cont. | 65    |

### Classifica giovani
| Pos. | Corridore        | Squadra        | Punti     |
| ---- | ---------------- | -------------- | --------- |
| 1    | Thomas Berkhout  | Rabobank Cont. | 28h03'09" |
| 2    | Daniil Komkow    | Team Katusha   | a 1'03"   |
| 3    | Jos van Emden    | Rabobank Cont. | a 2'46"   |
| 4    | Maurice Vrijmoed | Van Vliet-EBH  | a 4'53"   |
| 5    | Dmitry Kosyakov  | Team Katusha   | a 5'22"   |

### Classifica a squadre
| Pos. | Squadra                   | Tempo     |
| ---- | ------------------------- | --------- |
| 1    | Team Katusha              | 75h13'07" |
| 2    | Bretagne-Armor Lux        | a 10'22"  |
| 3    | Van Vliet-EBH Elshof      | a 17'09"  |
| 4    | Rabobank Continental Team | a 23'41"  |
| 5    | Agritubel                 | a 25'19"  |